# 1678 en musique classique
| \| • Retour à la chronologie générale de la musique classique • \| |
| Grèce • Rome • Haut Moyen Âge • VIIIe siècle • IXe siècle • Xe siècle • XIe siècle XIIe siècle • XIIIe siècle • XIVe siècle • XVe siècle • XVIe siècle • XVIIe siècle XVIIIe siècle • XIXe siècle • XXe siècle • XXIe siècle |
| • Retour à la chronologie générale de la musique classique • |

| Années en musique classique : 1675 - 1676 - 1677 - 1678 - 1679 - 1680 - 1681    |
| Décennies en musique classique : 1640 - 1650 - 1660 - 1670 - 1680 - 1690 - 1700 |

## Événements
- 2 janvier : Inauguration de l'Oper am Gänsemarkt, opéra de Hambourg..
- 19 avril : nouvelle version de Psyché, tragicomédie-ballet de Molière, Corneille, Quinault, Lully.
- De Triomfeerende Min de Carolus Hacquart, premier « singspiel » néerlandais représenté à La Haye.
- Inauguration du Teatro San Giovanni Grisostomo à Venise avec la création de Vespasiano de Carlo Pallavicino.

## Œuvres
- Fascilus dulcedinis de Philippus van Wichel, opus publié à titre posthume par ses héritiers.

## Naissances

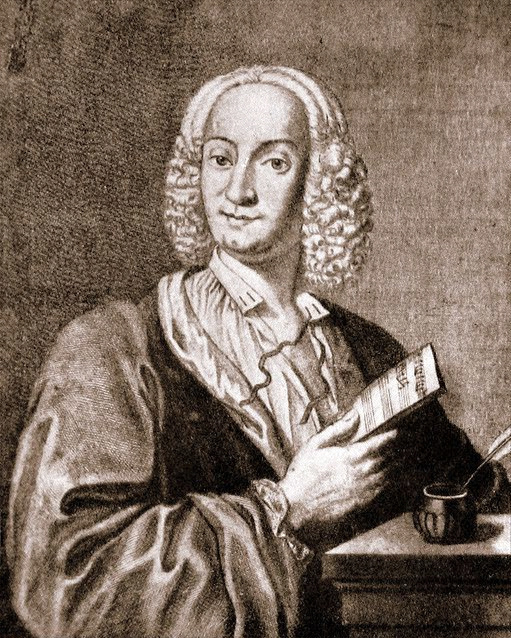
Antonio Vivaldi.

- 4 mars : Antonio Vivaldi, compositeur italien († 28 juillet 1741).
- 11 avril: Ferdinando Antonio Lazzari, compositeur italie († 19 avril 1754)
- 16 mai : André Silbermann, facteur d'orgue allemand actif en Alsace († 16 mars 1734).
- 6 juillet : Nicola Francesco Haym, violoncelliste, librettiste, compositeur d'opéra, gestionnaire de théâtre et numismate († 31 juillet 1729).
- 11 juillet : Francesco Paolo Supriani, violoncelliste et compositeur italien († 28 août 1753).
- 30 décembre : William Croft, compositeur anglais († 14 août 1727).

Date indéterminée :
- Friedrich Christian Feustking, esclésiastique, écrivain et librettiste d'opéras allemand († 1739).
- Giovanni Antonio Piani, violoniste et compositeur italien.
- Georg Christian Schemelli, Kantor allemand († 5 mars 1762).
- Manuel de Zumaya, prêtre, organiste et compositeur mexicain († 1755).

## Décès
- avant le 6 mai : Joseph Chabanceau de La Barre, compositeur français (° 21 mai 1633).
- 28 septembre : Maurizio Cazzati, compositeur italien (° 1616).
- 27 octobre : John Jenkins, compositeur et luthiste anglais (° 1592).
- 18 novembre : Giovanni Maria Bononcini, compositeur italien (° 23 septembre 1642).

Date indéterminée :
- Leonora Duarte, compositrice judéo-flamande (° 1610).
- Jacques Hardel, compositeur et claveciniste français (° 1643).